# Astrodaucus
Astrodaucus je biljni rod iz porodice štitarki (Apiaceae) raširen po istočnoj Europi od Ukrajine, preko kavkaza do  Irana i Sirije u Aziji. Pripada mu tri priznate vrste, od kojih jedna raste i u Hrvatskoj gdje joj jre narodni naziv zvjezdasta mrkva (Astrodaucus orientalis), što je i značenje latinskog imena roda
Rod je opisan 1898.

## Vrste
1. Astrodaucus littoralis (M.Bieb.) Drude
2. Astrodaucus orientalis (L.) Drude
3. Astrodaucus persicus (Boiss.) Drude